# Radioorientacja sportowa

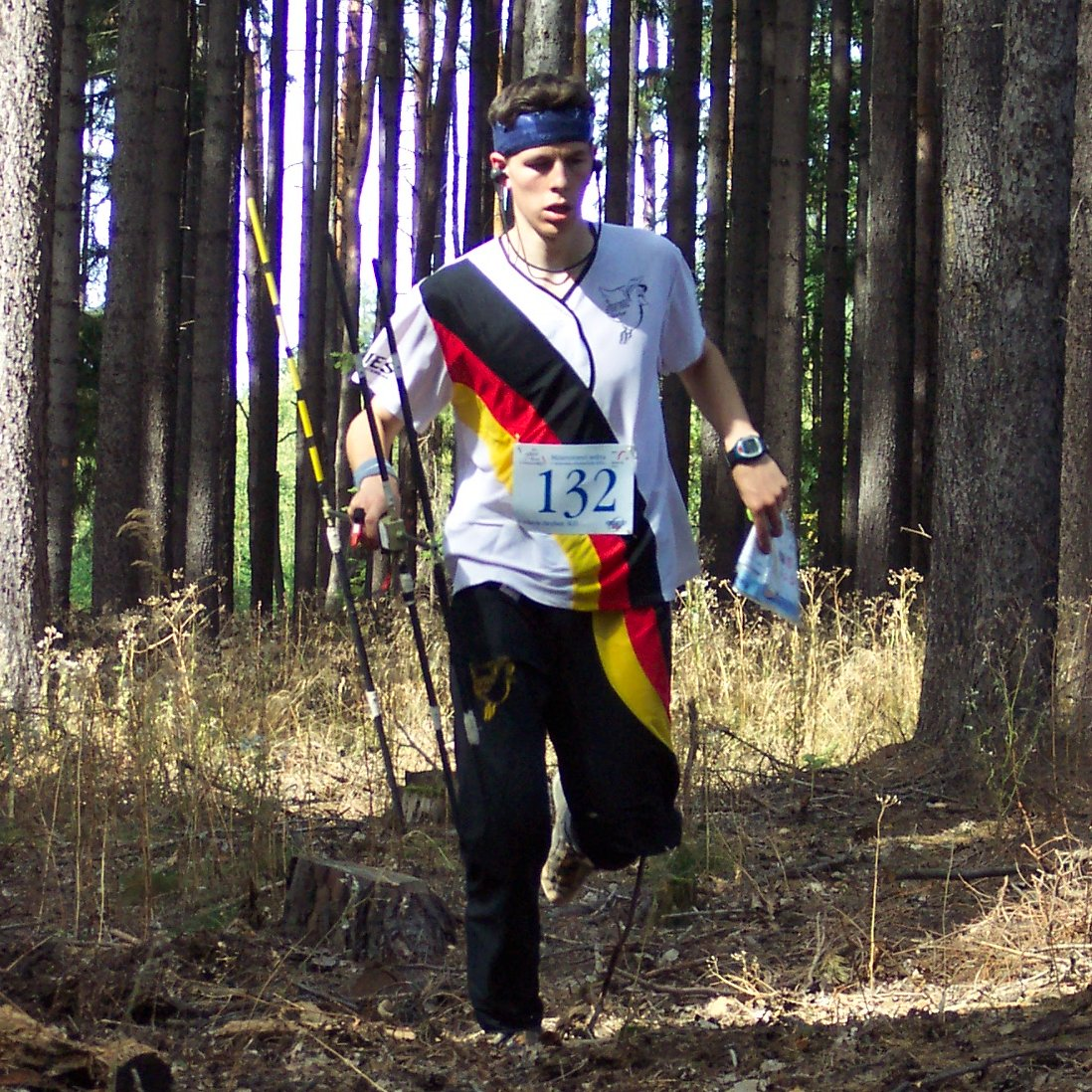
Niemiecki zawodnik podczas konkurencji na 2 m w zawodach ARDF

Radioorientacja sportowa jest amatorskim sportem "mapy i kompasu", łączącym umiejętności biegu na orientację i poszukiwania kierunku nadającego radia. Jest to wyścig na czas, w którym zawodnicy używają mapy do biegu na orientację, kompasu magnetycznego i anten kierunkowych służących do poszukiwania nadajników radiowych. Reguły i międzynarodowe zawody organizowane są przez International Amateur Radio Union. Na całym świecie najbardziej znany jest pod akronimem z języka angielskiego ARDF (Amateur Radio Direction Finding) ale nazywany jest też radiolokacją sportową, radioorientacją sportową, radiosportem lub polowaniem na lisa.
Podczas zawodów ARDF uczestnicy używają urządzeń radiowych na 2 m lub 80 m według przydziału częstotliwości. Te dwa pasma wybrane zostały z powodu ich uniwersalnej dostępności dla krótkofalowców we wszystkich krajach świata. Instalacja radiowa noszona przez zawodników podczas biegu musi być zdolna do odbioru sygnału transmitowanego przez pięć nadajników i składa się z: odbiornika, tłumika i anteny kierunkowej. Najczęściej jest to jedno, kieszonkowe urządzenie, zawierające wszystkie trzy elementy.